# Rubinlori
Der Rubinlori (Vini kuhlii) ist eine Papageienart aus der Gattung der Maidloris (Vini). Er ist auf den Line Islands und auf Rimatara endemisch. Das Artepitheton ehrt den deutschen Zoologen Heinrich Kuhl.

## Merkmale

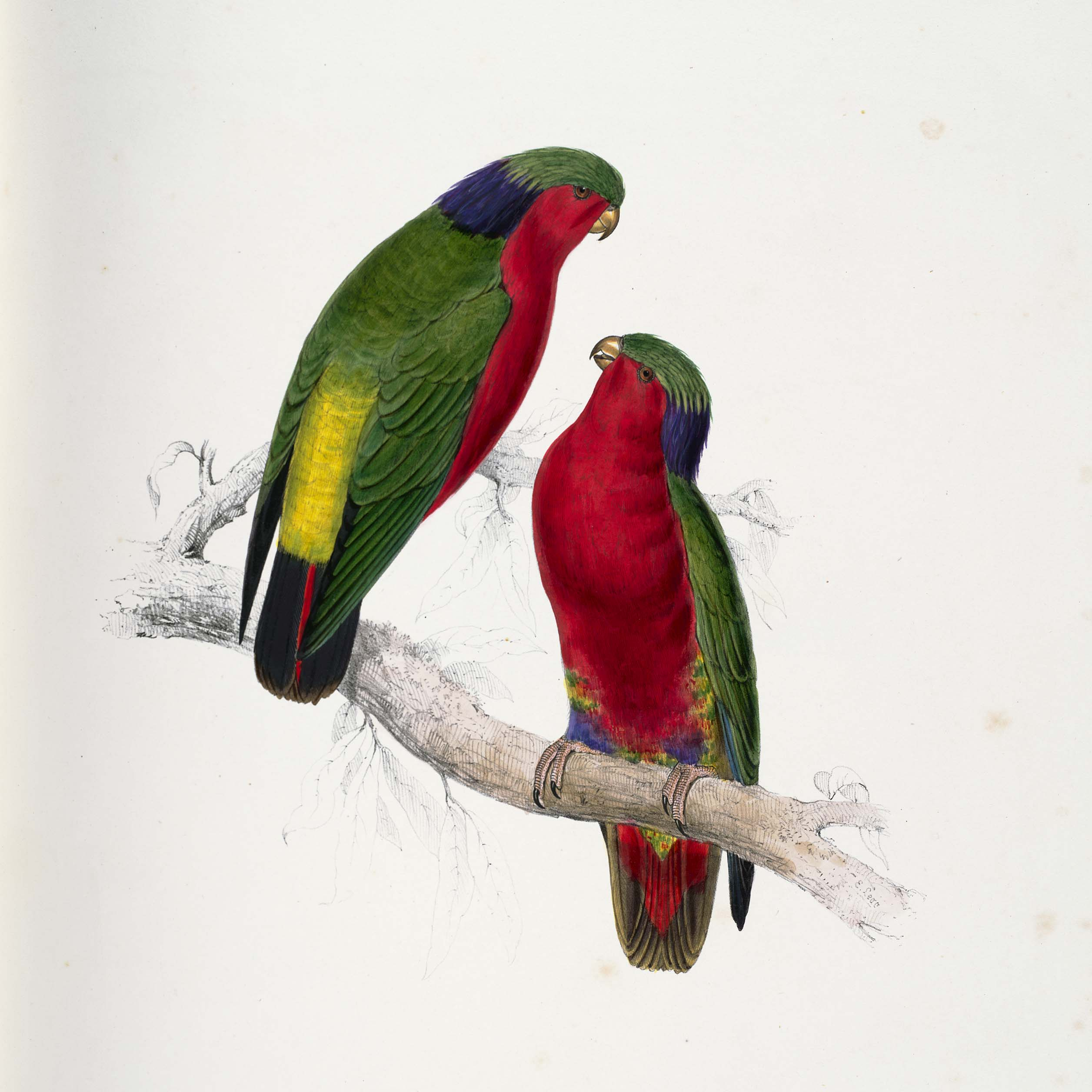
Rubinlori, Illustration von Edward Lear

Der Rubinlori erreicht eine Größe von 19 Zentimetern. Die Oberseite ist grün. Die Haube zeigt hellgrüne Schaftstreifen. Der Hinterkopf ist dunkelblau mit hellblauen Schaftstreifen. Zügel, Wangen, Ohrdecken, Kehle und Bauch sind rot. Die Oberschenkel sind violett-blau. Die Unterschwanzdecken und der Hinterrücken sind gelblich-grün. Die Oberseite des Schwanzes ist rot, die Unterseite grau. Um die rötlich-braune Iris verläuft ein schmaler, grauer Augenring. Die Füße sind fleischfarben, der Schnabel orange. Die Geschlechter sehen gleich aus. Bei den immaturen Vögel hat der Schnabel eine dunkle Spitze. Das Gefieder ist weniger rot.  Brust und Bauch haben einen grau-violetten Anflug. Die Iris ist dunkel. Die Stimme ist ein schrilles Krächzen oder Schreien.

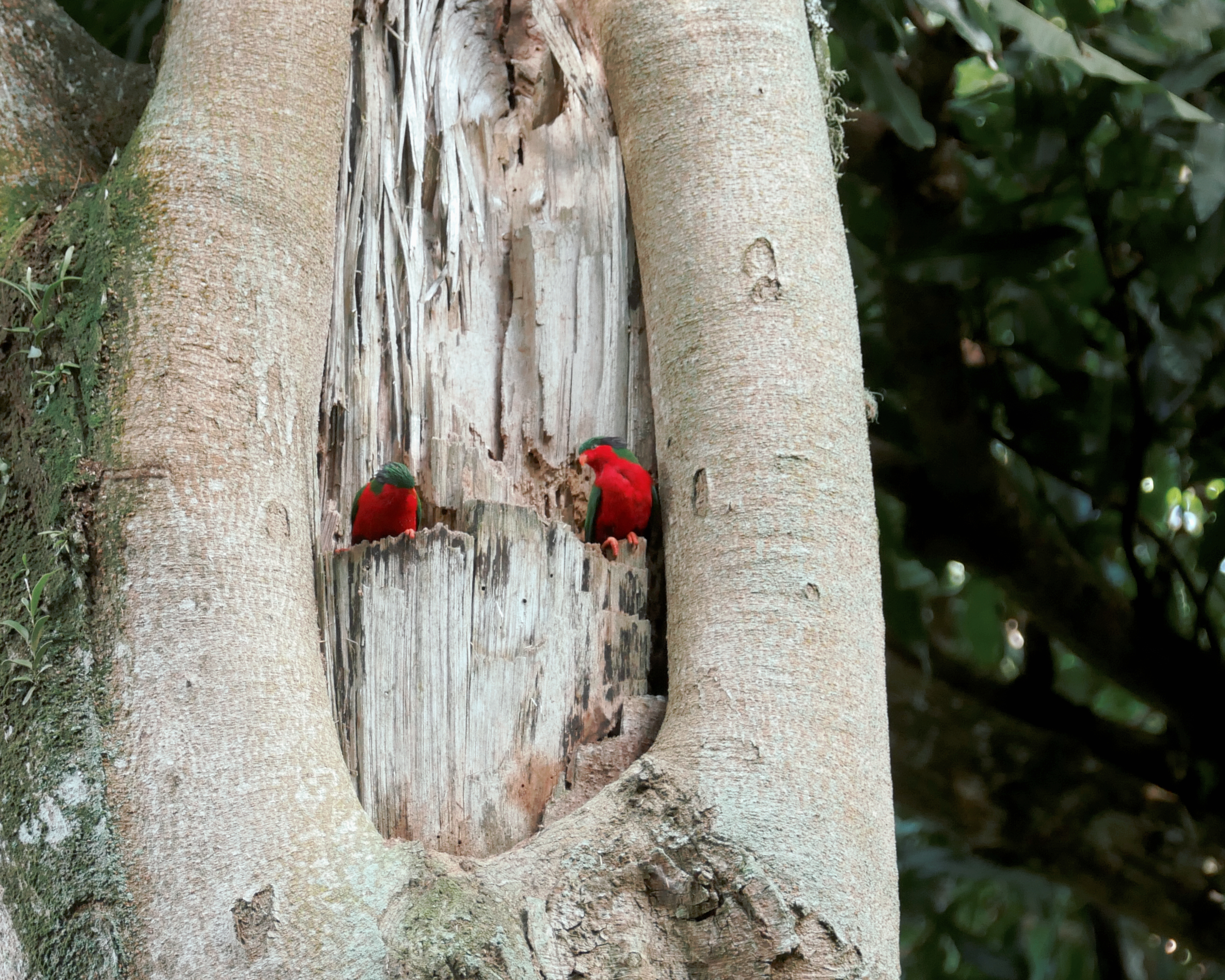
Rubinlori

## Vorkommen
Das ursprüngliche Verbreitungsgebiet war auf Rimatara und den Cookinseln. Vor 1798 und noch einmal im Jahre 1957 wurde er auf Tabuaeran, Teraina und Kiritimati in den Line Islands eingeführt. Subfossiles Knochenmaterial wurde auf Mangaia in den Cookinseln gefunden.

## Lebensraum
Der Rubinlori bewohnt dichte Regenwälder, Waldränder, Gärten und Kokosplantagen.

## Lebensweise
Der Rubinlori lebt außerhalb der Brutzeit nomadisch, sonst geht er paarweise oder in kleinen Gruppen auf Nahrungssuche. Seine Nahrung besteht aus Pollen, weichen Früchten und Blütennektar. Häufig ist er in gemischten Vogelschwärmen zu beobachten. Die Brutzeit ist zwischen Januar und März. Der Rubinlori nistet in abgestorbenen Baumstümpfen, Spalten in der Palmrinde und faulenden Kokosnüssen. Die Größe der Eier ist nicht bekannt.

## Bestand und Gefährdung
BirdLife International stuft den Rubinlori in die Kategorie „stark gefährdet“ (endangered) ein. Überjagung wegen der roten Federn ist höchstwahrscheinlich die Ursache für das Aussterben des Rubinloris auf den Cookinseln in den 1820er-Jahren. Eine ernsthafte Bedrohung für diese Art auf Rimatara ist die Nestplünderung durch Hausratten und Pazifische Ratten. Im Jahre 2000 gab es keine Hausratten auf Rimatara, die Pazifische Ratte war jedoch weit verbreitet und häufig. Im Jahre 2007 war diese Situation unverändert. Auch auf Teraina ist die Pazifische Ratte weit verbreitet. Auf Tabuaeran ist die Hausratte häufig. Verwilderte Hauskatzen sind vermutlich eine Bedrohung auf Kiritimati. 1992 wurde der Bestand auf Rimatara auf ungefähr 905 Exemplare geschätzt. Im Jahre 2004 war die Population auf 610 Individuen gesunken. Im April 2007 wurden 27 Exemplare auf die rattenfreie Insel Atiu in den Cookinseln ausgewildert, die im Jahre 2008 erstmals brüteten. Auf Teraina wird die Population auf 1000 Individuen und auf Tabuaeran auf 50 Exemplare geschätzt. 1999 überlebten ein paar Exemplare auf Kiritimati.